# 2016年世界青年日
第31屆世界青年日（波蘭語：Światowe Dni Młodzieży 2016）於2016年7月25日至7月31日在波蘭克拉科夫舉行。該屆世界青年日是第15次國際級慶典，主題為「憐憫人的人是有福的，因為他們要受憐憫。」（《瑪竇福音》 5:7）。這是波蘭時隔25年後再度舉辦世青，上一次是1991年於琴斯托霍瓦舉行。

## 外部連結
- 第31屆世界青年日官方網站（页面存档备份，存于）
- World Youth Day 2016 resources on Xt3.com（页面存档备份，存于）
- Krakow as a European center of religious tourism （页面存档备份，存于）